# Apartment-Zauber
Apartment-Zauber, auch in der Schreibweise Apartmentzauber, ist ein deutscher Musikfilm von Helmuth M. Backhaus aus dem Jahr 1963, dessen Hauptrollen mit Rex Gildo, Gunnar Möller, Helga Sommerfeld und Gitta Winter besetzt sind. In einer Nebenrolle ist Heinz Erhardt zu sehen.
Der Film warb seinerzeit für sich mit den Worten: „Ein turbulentes Lustspiel mit Happyend, das Sie im wahrsten Sinne des Wortes verzaubern wird.“

## Handlung
Nach dem Willen seiner Eltern soll Karl Fischer die junge Almut Behringer heiraten. Ihr Vater besitzt die gut gehende Transportfirma Behringer, an die Karls Vater Waldemar als Händler jährlich Unsummen zahlen muss. Mit einer Heirat, so rechnet sich Waldemar aus, könnte die Familie viel Geld sparen. Karl jedoch flüchtet vor Almut, sobald er sie sieht, und so beschließen Waldemar und Almut, Karl für ein Jahr in eine Filiale der Firma in Italien zu schicken. Hier soll er die Firma und damit auch Almut schätzen lernen. Unterkommen soll er in einem der neuen Apartmenthäuser der Firma, die pro Apartment drei Zimmer besitzen. Sie werden stets entweder an drei Frauen oder drei Männer vermietet. Almuts Vater ordert ein Zimmer für Karl. Da er undeutlich spricht, versteht Rochus Baldrian, der Hausmeister des Apartmenthauses, dass die Reservierung für eine gewisse Karla erfolgen solle. So zieht Karl bei seiner Ankunft in ein Frauenapartment ein, worüber seine neuen Mitbewohnerinnen Karin und Elfi wenig begeistert sind. Da Karl nun bei den Behörden als Karla gemeldet ist, kann Baldrian seinen Fehler auch nicht wiedergutmachen. Karl wiederum ist von der Lage der Dinge angetan, da er sich auf den ersten Blick in Elfi verliebt hat. Die junge Frau hat jedoch ein Problem, da sie wieder einmal zu spät zur Arbeit erschienen ist, wird sie am Tag von Karls Ankunft entlassen. Der einzige Job, der ihr als Ausländerin in Italien angeboten wird, ist der einer Bardame in Ninos Etablissement. Notgedrungen nimmt Elfi die Arbeit an, auch wenn es ihr zuwider ist, in aufreizenden Kleidern betrunkene Männer zu bedienen. Nino macht ihr zudem eindeutige Avancen.
Karl versucht unterdessen vergeblich, die Freundschaft der beiden Frauen zu gewinnen. Er veranstaltet abends ein opulentes Dinner, doch Karin und Elfi lassen ihn einfach stehen. Bei einem späteren Versuch, beide Frauen mit einem Abendessen zu überraschen, erscheint keine der beiden. Elfi muss arbeiten, während Karin im verrückten Erfinder Thomas Butterfield jr. einen Geliebten gefunden hat, der für sie seine Freundin und Gönnerin Mabel stehen lässt. Nur Baldrian leistet Karl Gesellschaft. Er ist es auch, der das ungleiche Trio wenig später warnt, dass die Sittenpolizei erfahren hat, dass Karin und Elfi sich mit einem Mann die Wohnung teilen. Kurzerhand wird Karl in Karla verkleidet und spielt seine Rolle so gut, dass die Sittenkommissarin den Trick nicht bemerkt. Während sich Karl und Elfi näherkommen, schöpfen daheim Almut und Waldemar Verdacht, dass etwas nicht stimmt. Sie reisen nach Italien und finden Karl und Elfi gemeinsam am Strand vor. Elfi ist enttäuscht, als sie erfährt, dass Karl mit Almut verlobt ist, und läuft davon. Karl jedoch eilt ihr nach und erklärt ihr, dass die Verlobung gegen seinen Willen geschehen sei. Wenig später folgen Karl und Baldrian Elfie heimlich in Ninos Bar. Hier rettet Karl Elfi vor Nino, der sie verführen will. Karl und Elfi versöhnen sich und es kommt zu einem Happy End.

## Produktion, Veröffentlichung
Der Film Apartment-Zauber, der auf einer Idee von Ilona Haebe beruht, wurde in den Ateliers der Filmservis Ljubljana/Portoroz gedreht. Die Kostüme schuf Ingrid Neugebauer, die Bauten stammen von Niko Matul.
Im Film sind mehrere Lieder zu hören, gesungen von Rex Gildo:
- Lucky Boy (Musik: Christian Bruhn)
- Wo bist Du, von der ich träume (Musik: Christian Bruhn)
- Heidi (Musik: Christian Bruhn; Text: Peter Moesser)
- Glück gehört dazu (Musik: Christian Bruhn; Text: Georg Buschor)
- Liebe kälter als Eis (Coverversion von (You’re the) Devil in Disguise; Original von: Bill Giant, Bernie Baum und Florence Kaye; deutscher Text: Peter Buchenkamp)

Apartment-Zauber kam am 20. Dezember 1963 in die deutschen Kinos.
Der Film wurde am 27. Oktober 2005 von der EMS GmbH innerhalb der Reihe „Filmpalast – Kinohits von gestern. Unvergessene Stars und ihre Filme“ auf DVD veröffentlicht.

## Kritik
Der film-dienst nannte Apartmentzauber ein „Routine-Lustspiel, eher peinlich als witzig.“